# Tour Sallière
Tour Sallière är ett berg i Schweiz.   Det ligger i distriktet Saint-Maurice och kantonen Valais, i den sydvästra delen av landet, 100 km söder om huvudstaden Bern. Toppen på Tour Sallière är 3 220 meter över havet, eller 848 meter över den omgivande terrängen. Bredden vid basen är 16,1 km.
Terrängen runt Tour Sallière är huvudsakligen mycket bergig. Närmaste större samhälle är Monthey, 14,5 km norr om Tour Sallière. 
Trakten runt Tour Sallière består i huvudsak av gräsmarker. Runt Tour Sallière är det glesbefolkat, med 13 invånare per kvadratkilometer.